# Албайрак, Мехмет
Мехмет Албайрак (тур. Mehmet Albayrak; род. 4 января 2004) — турецкий футболист, защитник клуба «Сивасспор».

## Клубная карьера
Албайрак — воспитанник клуба «Сивасспор». 21 мая 2022 года в матче против «Кайсериспора» он дебютировал в турецкой Суперлиге. 